# Hisztoszol
A hisztoszol egy talajrend az USDA-talajtaxonómiában. A hisztoszolok elsősorban szerves anyagokat tartalmaznak, felső 80 cm-es rétegében a szervesanyag-tartalom 50%-nál magasabb. A szerves szén tartalom a tömeg 12-18%-a, vagy több, ami a talaj agyag tartalmától függ. Trágyát, trágyás tőzeget vagy tőzeget tartalmaznak, vizes közeget vagy mesterséges csatornázást igényelnek. Többségük savanyú és a fő - növényeknek kellő - tápanyagokban hiányos, mert kimosódik a folyamatosan nedves talajból.
Hisztoszolok ott alakulnak ki, ahol gyorsabban képződik szerves anyag, mint ahogy pusztul. Ez akkor fordul elő, ha a korlátozott öntözöttség megakadályozza az aerob bomlást, és növényi és állati maradványok is megmaradnak a talajban. Így a hisztoszolok nagyon fontosak ökológiai szempontból, mivel ezek és a geliszolok nagy mennyiségű szerves szenet tárolnak. Ha hosszú időn keresztül folytatódik a felhalmozódás, szén keletkezik.
A jégmentes földterületek kb. 1,2%-át borítják. A legtöbb hisztoszol Kanadában, Skandináviában, a Nyugat-szibériai-alföldön, Szumátrán, Borneón és Új-Guineán van. Kisebb területek találhatók Európa egyes részein, Oroszország távol-keleti részén, Floridában és más hosszú ideig mocsaras helyeken. Hisztoszol kövületek a Devon korból ismertek.
A hisztoszolok általában nagyon nehezen művelhetőek a szegényes vízellátás és gyakran alacsony kémiai termékenység miatt.

## Alrendek
- Folist - egy év során hosszú ideig vízzel nem telített hisztoszolok.
- Fibrist - elsősorban alig bomlott szerves anyagokból állnak, gyakran tőzegnek nevezik.
- Hemist - főleg mérsékelten bomlott szerves anyagokból állnak.
- Saprist - főleg erősen bomlott anyagokból állnak, gyakran trágyának nevezik.
- Wassist - több, mint napi 21 órára elárasztott hisztoszolok.

## Külső hivatkozások
- Histosols. USDA-NRCS. [2006. május 9-i dátummal az eredetiből archiválva]. (Hozzáférés: 2006. május 14.)